# Bahnhof
Bahnhof är en svensk internetleverantör av bredbandstjänster, inklusive IP-telefoni och IPTV. På företagsmarknaden driver Bahnhof också datacenter, däribland Pionen i Stockholm, som håller servrar kontinuerligt anslutna till internet. Företaget är noterat under benämningen BAHN-B på Nasdaqs marknad First North Stockholm efter ett listbyte ifrån Spotlight. Antalet privatkunder är över 450 000, främst via öppna stadsnät.

## Historia

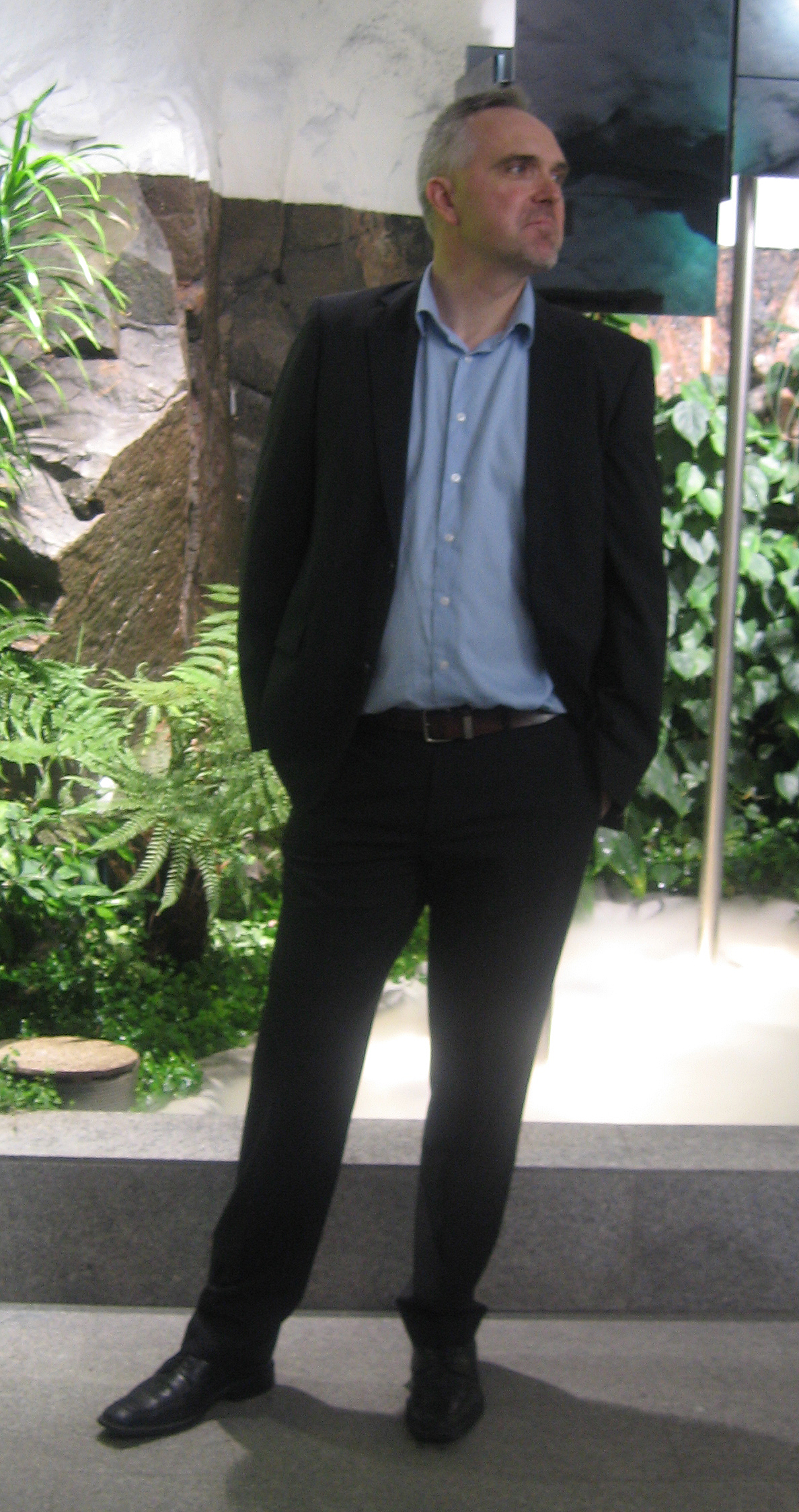
Jon Karlung.

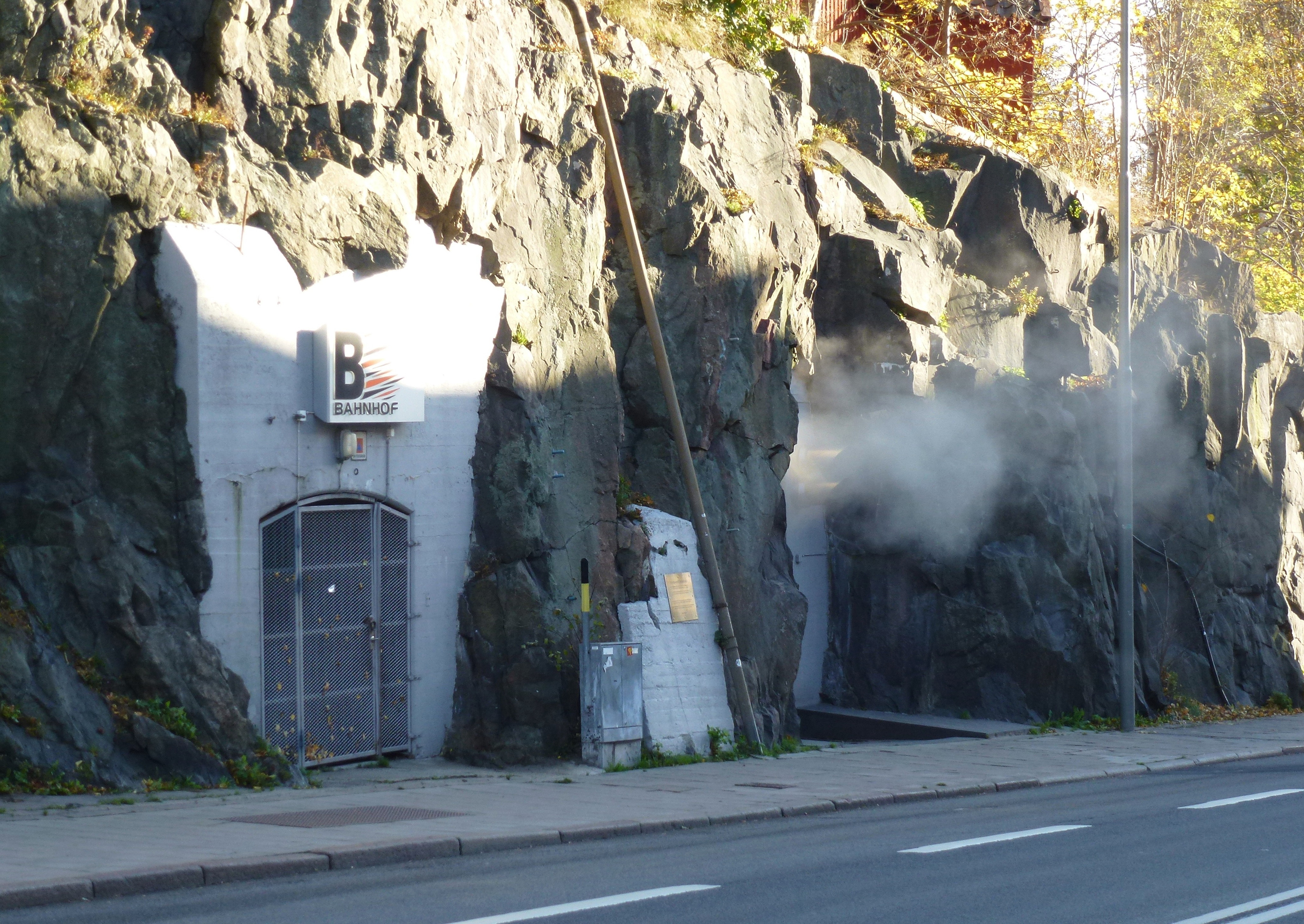
Entrén till Bahnhof vid Renstiernas gata 37 i Stockholm, där varm frånluft från datahallen strömmar ut som vit ånga.

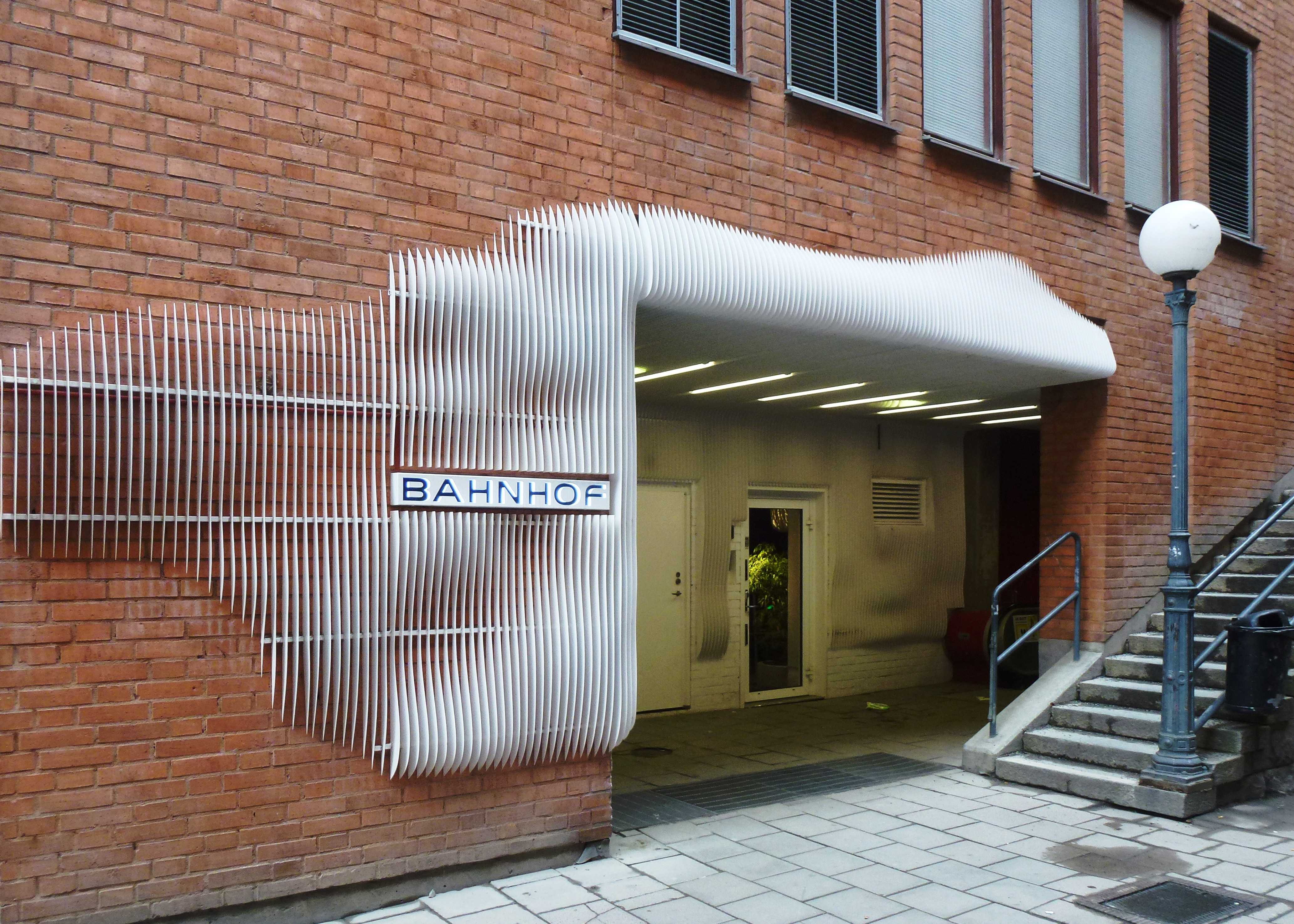
Entré till Bahnhof Thule, Tunnelgatan 2.

### Bakgrund
Företaget grundades 1994 av Anders Arestav, Thomas Eriksson och Oscar Swartz i Uppsala. Dess slogan var i början "Bahnhof - stationen på infobahn". Året efter tillkom Jon Karlung som delägare och vd.
Karlung och Bahnhof har valt att ta ställning i olika frågor som värnar om yttrandefrihet och personlig integritet på nätet, bland annat som initiativtagare till att integritetsmärka bredband. Vidare har Bahnhof vägrat lämna ut uppgifter till Skatteverket som verket begärt inom ramen för en så kallad tredjemansrevision riktad mot företagets kunder. Karlung har också varit remissinstans för förslag om ökad datalagring.

### 1997 Tass.net
Sommaren 1997 registrerades domänamnet tass.net med syfte att efterlikna den ryska nyhetsbyrån TASS. Hemsidan designades för att efterlikna en nyhetssajt och en fejkad nyhet om att Kambodjas före detta ledare Pol Pot fått asyl i Sverige. Den påhittade nyheten fick stor spridning i såväl svensk som utländsk media.
Tanken bakom tilltaget var att skapa debatt om internets möjligheter och risker, där möjligheten till spridande av desinformation låg bakom Tass.net.

### 2001–2004
Under It-bubblan och åren kring millennieskiftet hade Jon Karlung uppfattningen att verksamheten i It-företag skulle bygga på långsiktig uthållighet och ville följa den gamla ekonomins principer för företagande. Efter ett ägarbråk till följd av detta lämnade Karlung jämte Andreas Norman (storägare och tidigare vice VD i Bahnhof, och grundare av Dalnet bolaget.
2004 återkom Karlung och Norman som ägare av Bahnhof, via det gemensamma bolaget K.N. Telecom AB. Åren efter fördubblades omsättning och vinst (2004 - 2006 års resultat). En starkt bidragande orsak var en storsatsning på det som kallas för öppna stadsnät samt på företagstjänster inriktade på datacenter.

### 2005 Bahnhofaffären
Den 10 mars 2005 hamnade Bahnhof i svårigheter efter att myndigheterna beslagtagit servrar som tillhörde två anställda. Beslaget fick stort massmedialt genomslag som Bahnhofaffären och efteråt genomförde Bahnhof en stor undersökning för att gå till botten med ansvarsfrågan.
Resultatet av undersökningen visade att Antipiratbyrån hade själv lagt upp de filer som Bahnhof skulle ha ansvarat för.

### 2007 Börsintroduktion
I december 2007 noterades Bahnhof AB på Aktietorget med första handelsdag 19 december 2007. I samband med detta tillkom även Pär Ström och Eric Hasselqvist till styrelsen. Initialt omfattade försäljningen 8 procent av bolaget, eller 800 000 aktier.

### 2008 FRA-lagen
Bahnhof drev opinion mot FRA-lagen, som skulle ge FRA tillstånd att lyssna av internettrafik som passerar Sveriges gräns.(1) När lagen ändå röstades igenom av Riksdagen 2008, tillkännagav VD Jon Karlung att han tänkte försvåra för FRA att verkställa avlyssningen, genom att styra om trafiken. När lagen varit i kraft ett halvår rådde osäkerhet kring huruvida FRA verkligen var inkopplade på operatörernas samverkanspunkter, men att bland andra Bahnhof menade sig ha sluppit undan. Ett reportage av Uppdrag Granskning i december 2013 visade att operatörerna själva inte får svar på om deras trådar omfattas av FRA:s spaning. På grund av osäkerheten vid gränsöverskridande internettrafik införde Bahnhof en garanti för att lagrad data, kommunikation och kunduppgifter stannar på svensk mark.

### 2010 Wikileaks
Under 2010 undertecknades ett hostingavtal med organisationen Wikileaks och dess förgrundsfigur Julian Assange. Under tiden då Bahnhof hostade organisationens sajt släpptes ett flertal större dokumentsamlingar. Avtalet löpte fram till juli 2011 och under 2013 auktionerade Bahnhof ut den server Wikileaks hyrt in sig på via auktionssajten Ebay. Försäljningen fullföljdes dock aldrig, då det vinnande budet lagts av en minderårig.

### 2010–2012
Karlung avgick som VD i april 2010 och efterträddes av Anna Mossberg, som behöll posten i tre månader varefter Klas Westholm tillträdde. Efter två år, i maj 2012, återkom Karlung som VD.

### 2013 TV-stopper
När SVT i februari 2013 började sända sina kanaler direkt på nätet blev även surfplattor och datorer avgiftspliktiga. I kommentarsfält och på sociala medier flödade upprördheten. Bahnhof konstruerade då en frivillig SVT-spärr för sina kunder. Funktionen, kallad "TV Stopper", blockerade SVT Play och gjorde det omöjligt att ta emot data därifrån. Bahnhof gav dock inga garantier för att spärren skulle hålla juridiskt. VD Jon Karlung menade vidare att spärren inte skulle ses som ett ställningstagande för eller emot public service, utan som en protest mot betalmodellen. TV-stopper blev aldrig blivit prövad i domstol men Radiotjänst menade att spärren inte gav befrielse från avgift.

### 2013 Smygbandningen av Säpo
I december 2013 släppte Dagens Eko en ljudinspelning som Bahnhofs vd Jon Karlung gjort i smyg under ett möte med Säpo. Där framgick att Säpo försökte få alla operatörer att ge svenska myndigheter automatisk tillgång till kundernas telefon- och mejluppgifter. Dessutom skulle avtalet mellan Säpo och operatören bli topphemligt, så att de övervakade abonnenterna aldrig skulle få veta om systemet. Bahnhof skrev aldrig på avtalet och efter bevakningen i media blev Säpos högste chef Anders Thornberg kallad till justitieutskottet för att förklara sig.

### 2014 Stängningen av Lexbase
Den 27 januari 2014 öppnade en betaltjänst, Lexbase, där allmänheten kunde söka efter personer och företag som varit föremål för juridisk prövning i svenska tingsrätter. Typ av brott framgick inte av sökresultatet, utan allt från trafikförseelser och vårdnadstvister till grov brottslighet markerades med en röd plupp på kartan. Även personer som friats var markerade och databasen innehöll många fel. Sajten Lexbase hölls uppkopplad mot internet i en av Bahnhofs serverhallar. Tjänsten fick snabbt hård kritik, men Bahnhofs vd Jon Karlung svarade att bolagets policy alltid varit att tillåta verksamhet som inte är olaglig. Därför skulle Lexbase fortsätta som kund i serverhallen. Under det närmaste dygnet drabbades dock Lexbase av allvarliga hackerattacker varpå sajten stängdes ned för felsökning. Den 30 januari meddelades att Lexbase inte skulle tillåtas att öppna igen, eftersom Bahnhof kommit till slutsatsen att värdet av den personliga integriteten hos de drabbade i detta fall vägde tyngre än yttrandefriheten. Vd Jon Karlung kallade beslutet företagets ”tuffaste någonsin”.

### 2016 Spridningskollen
Hösten 2016 inledde Gothia Law ett initiativ för att avkräva ersättning från svenska fildelare. Bahnhof var kritiska mot initiativet och påpekade att Spridningskollen gjort sig skyldiga till varumärkesintrång då Bahnhof redan ansökt om rätten till varumärket Spridningskollen hos Patent- och registreringsverket. Två månader efter lansering meddelade Gothia Law att Spridningskollen och företagets engagemang i fildelningsfrågan läggs ner. Då hade bland annat 25 000 protestmejl skickats till justitieminister Morgan Johansson.

## Toppdomäner
Karlung förhandlade i början av 1999 till sig till en överenskommelse med São Tomé och Príncipe (i Västafrika) om att driva landets toppdomän .st. Bahnhof har dels investerat i datasalar och uppkoppling av skolor och infört en intäktsmodell som bygger på lika fördelning. Bahnhof driver toppdomänen .st från ett av sina datacenter i Stockholm.
Karlung har fört liknande förhandlingar om domänadresser med Nordkorea (.kp), Västsahara (.eh), DR Kongo (.cd) och Zimbabwe (.zw), där Karlung personligen träffade utrikesministern i Västsahara, den nordkoreanska ambassadören, DR Kongos president Laurent-Désiré Kabila, samt Zimbabwes oppositionsledare Morgan Tsvangirai.

## Fotnoter
1. ↑  ”Bahnhof AB – Bokslut & nyckeltal”. Allabolag.se. http://www.allabolag.se/5565199493/bokslut.
2. 1 2  Madeleine Engstrand Andersson (2016). ”Foliehatten i finrummet”. Filter (53).
3. ↑  ”Tidigare VD tillbaka i chefsstolen”. News Powered by Cision. https://news.cision.com/se/bahnhof/r/tidigare-vd-tillbaka-i-chefsstolen,c120356. Läst 27 juni 2017.
4. ↑  ””Tillslaget mot Bahnhof en rättsskandal””. Aftonbladet. http://www.aftonbladet.se/pryl/dator/article10561691.ab. Läst 27 juni 2017.
5. ↑  Bahnhof avslöjar Antipiratbyrån som pirat, Ny Teknik 2005-03-22 Arkiverad 7 april 2014 hämtat från the Wayback Machine.
6. ↑  ”Antipiratbyrån anklagas för piratverksamhet”. Aftonbladet. http://www.aftonbladet.se/pryl/article274012.ab. Läst 27 juni 2017.
7. ↑  ”Bahnhof: Antipiratbyrån fildelade hos oss”. Computer Sweden. Arkiverad från originalet den 7 april 2014. https://web.archive.org/web/20140407092956/http://www.idg.se/2.1085/1.6124. Läst 27 juni 2017.
8. ↑  AktieTorget. ”Bahnhof: Rekordår för Sveriges största privata ISP: Nu tar vi Bahnhof till börsen!”. www.aktietorget.se. Arkiverad från originalet den 31 oktober 2018. https://web.archive.org/web/20181031142512/https://www2.aktietorget.se/NewsItem.aspx?ID=4993. Läst 27 juni 2017.
9. ↑  AktieTorget. ”AktieTorget: Bahnhof ansluts till AktieTorget”. www.aktietorget.se. Arkiverad från originalet den 31 oktober 2018. https://web.archive.org/web/20181031142627/https://press.aktietorget.se/Aktietorget/5210/AktieTorget%2020071218%206.pdf. Läst 27 juni 2017.
10. ↑  ”Bahnhof vägrar följa FRA-lagen”. Sydsvenskan. http://www.sydsvenskan.se/sverige/bahnhof-vagrar-folja-fra-lagen/. Läst 27 juni 2017.
11. ↑  ”Signalspaning svårare än FRA trodde”. Ny Teknik. https://www.nyteknik.se/nyheter/signalspaning-svarare-an-fra-trodde/514955. Läst 27 juni 2017.
12. ↑  ”SVT Nyheter Granskning”. SVT Nyheter. http://www.svt.se/ug/blogg/fra-kan-signalspana. Läst 27 juni 2017.
13. ↑  ”Bahnhof tar strid mot FRA-lagen”. Affärsvärlden. https://www.affarsvarlden.se/bors-ekonominyheter/bahnhof-tar-strid-mot-fra-lagen-6700586. Läst 27 juni 2017.
14. 1 2  ”Teen Drops $33K on Historic Wikileaks Server Using Dad's eBay Account | WIRED”. www.wired.com. https://www.wired.com/2013/09/teen-wikileaks/. Läst 27 juni 2017.
15. ↑  ”Bahnhof säljer ut Wikileaks”. News Powered by Cision. https://news.cision.com/se/bahnhof/r/bahnhof-saljer-ut-wikileaks,c9459772. Läst 27 juni 2017.
16. ↑  ”Jon Karlung kliver av”. IT24. Arkiverad från originalet den 19 december 2011. https://web.archive.org/web/20111219202646/http://www.idg.se/2.1085/1.310737/jon-karlung-kliver-av. Läst 27 juni 2017.
17. ↑  ”Bahnhofs vd får sparken”. IT24. Arkiverad från originalet den 23 juli 2013. https://web.archive.org/web/20130723043821/http://www.idg.se/2.1085/1.358927/bahnhofs-vd-far-sparken. Läst 27 juni 2017.
18. ↑  AktieTorget. ”Bahnhof: Klas Westholm ny vd för Bahnhof”. www.aktietorget.se. Arkiverad från originalet den 31 oktober 2018. https://web.archive.org/web/20181031142816/http://www2.aktietorget.se/NewsItem.aspx?ID=56965. Läst 27 juni 2017.
19. ↑  ”Karlung tillbaka  som vd på Bahnhof”. IT24. Arkiverad från originalet den 23 juli 2013. https://web.archive.org/web/20130723044301/http://www.idg.se/2.1085/1.450063/karlung-tillbaka-som-vd-pa-bahnhof. Läst 27 juni 2017.
20. ↑  ”Dator och surfplatta beläggs med tv-avgift”. Computer Sweden. Arkiverad från originalet den 14 juli 2014. https://web.archive.org/web/20140714115708/http://www.idg.se/2.1085/1.487743/dator-och-surfplatta-belaggs-med-tv-avgift. Läst 27 juni 2017.
21. ↑  ”Tv-avgift krävs för dator”. SVT Nyheter. http://www.svt.se/nyheter/sverige/datorinnehav-kraver-tv-avgift. Läst 27 juni 2017.
22. ↑  ”Avgiftsbråket: Bahnhof spärrar SVT Play för kunder”. Metro. Arkiverad från originalet den 28 februari 2014. https://archive.is/20140228121550/http://www.metro.se/nyheter/avgiftsbraket-bahnhof-sparrar-svt-for-kunder/EVHmaC!QAQpDldkP0zvQ/. Läst 27 juni 2017.
23. ↑  ”Tv-avgift för datorer ifrågasätts - DN.SE” (på svenska). DN.SE. 5 februari 2013. http://www.dn.se/nyheter/sverige/tv-avgift-for-datorer-ifragasatts/. Läst 27 juni 2017.
24. ↑  ”Så pressar Säpo operatörerna - Nyheter (Ekot)”. sverigesradio.se. Sveriges Radio. http://sverigesradio.se/sida/artikel.aspx?programid=83&artikel=5735453. Läst 27 juni 2017.
25. ↑  ”Säpo vill hemligstämpla allt samarbete med teleoperatörer - Nyheter (Ekot)”. sverigesradio.se. Sveriges Radio. http://sverigesradio.se/sida/artikel.aspx?programid=83&artikel=5736819. Läst 27 juni 2017.
26. ↑  ”Säpochefen kallas till justitieutskottet - Nyheter (Ekot)”. sverigesradio.se. Sveriges Radio. http://sverigesradio.se/sida/artikel.aspx?programid=83&artikel=5736670. Läst 27 juni 2017.
27. ↑  ””Lexbase är ett taffligt misslyckande””. Ny Teknik. Arkiverad från originalet den 7 juli 2014. https://web.archive.org/web/20140707170801/http://www.nyteknik.se/asikter/kronikor/article3801913.ece. Läst 27 juni 2017.
28. ↑  ”Lexbase stängs ner efter hackerattacker - Nyheter (Ekot)”. sverigesradio.se. Sveriges Radio. http://sverigesradio.se/sida/artikel.aspx?programid=83&artikel=5770664. Läst 27 juni 2017.
29. ↑  ”Bahnhof stänger Lexbase totalt”. SVT Nyheter. http://www.svt.se/nyheter/sverige/bahnhof-stanger-lexbase-totalt. Läst 27 juni 2017.
30. ↑  ””Vi höjer kraven på kunderna för att säkra det fria ordet” - DN.SE” (på svenska). DN.SE. 9 februari 2014. http://www.dn.se/debatt/vi-hojer-kraven-pa-kunderna-for-att-sakra-det-fria-ordet/. Läst 27 juni 2017.
31. ↑  ”Spridningskollen” (på engelska). www.spridningskollen.se. Arkiverad från originalet den 9 juli 2017. https://web.archive.org/web/20170709142202/http://www.spridningskollen.se/. Läst 27 juni 2017.
32. ↑  ”Seger för Bahnhof – Spridningskollen läggs ner”. www.bahnhof.se. Arkiverad från originalet den 2 juli 2017. https://web.archive.org/web/20170702085443/https://www.bahnhof.se/press/press-releases/2016/10/31/seger-for-bahnhof-spridningskollen-laggs-ner. Läst 27 juni 2017.
33. ↑  entreprenör.se: "Vi lovade att bygga nätinfrastruktur och datorisera för intäkterna" Arkiverad 30 juli 2013 hämtat från the Wayback Machine.